# أبو خلف الطبري
أبو خلف محمد بن عبد الملك بن خلف الطبري السَّلْمِي (المتوفى نحو 470 هـ الموافق نحو 1077 م،) فقيه شافعي من أصحاب الوجوه المجتهدين.
تفقه على القفال وأبي منصور البغدادي، وكان فقيهاً صوفياً. وقد تردد ذكره في كتاب الروضة.

## مؤلفاته
له مصنفات منها:
1. «سلوة العارفين وأنس المشتاقين» في التصوف، قال ابن السبكي: وهو كتاب جليل في بابه، أعجبتُ به جداً.
2. النوع الفقهي من أنواع المقصود.
3. الكناية في الفقه.
4. «شرح المفتاح لابن القاص» في الفقه.
5. المعين على مقتضى الدين.

## وفاته
توفي في حدود سنة سبعين وأربعمائة (470هـ).